# Kwaidan
Kwaidan (japanska: 怪談?, Kaidan) är en japansk antologifilm från 1964, regisserad av Masaki Kobayashi. Kaidan betyder spökhistoria, och antologin består av fyra små skräckhistorier som är runt 10-15 minuter långa. Filmen är baserad på Lafcadio Hearns bok Kwaidan: japanska spökhistorier (ISBN 91-86536-03-6).

## Om filmen
Filmen hade världspremiär i Japan den 29 december 1964. Filmen återberättar fyra traditionella spökhistorier: Det svarta håret, Kvinnan i snön, Öronlöse Hoichi och I en kopp te.

## Rollista (urval)
- Rentaro Mikuni - Maken
- Tatsuya Nakadai - Mi nokichi
- Katsuo Nakamura - Hoichi
- Tetsurō Tamba - krigare
- Kanemon Nakamura - Kannai
- Seiji Miyaguchi - gammal man
- Takashi Shimura - präst

## Musik i filmen
Filmmusiken är komponerad av Toru Takemitsu.

## Utmärkelser
- 1965 - Filmfestivalen i Cannes - Juryns specialpris - Masaki Kobayashi
- 1965 - Kinema Junpo Award - Bästa manus - Yôko Mizuki
- 1966 - Oscarsnominerad i kategorin bästa film på främmande språk
- 1966 - Mainichi Film Concours - Bästa scenografi - Jusho Toda
- 1966 - Mainichi Film Concours - Bästa foto - Yoshio Miyajima